# WTA-toernooi van Fort Lauderdale
Het WTA-toernooi van Fort Lauderdale was een tennistoernooi voor vrouwen dat tussen 1969 en 1985 plaatsvond in de Amerikaanse plaats Fort Lauderdale. De laatste officiële naam van het toernooi was Maybelline Classic (1984–1985). In de jaren 1971–1974 behoorde het toernooi tot het toenmalige Virginia Slims-circuit.
In 1969–1974 werd gespeeld op gravelbanen, in 1984 en 1985 op hardcourt.
De in Fort Lauderdale geboren Chris Evert won het toernooi in drie achtereenvolgende jaren (1972–1974).

## Officiële namen
| jaar      | naam                              | locatie in Fort Lauderdale                             |
| --------- | --------------------------------- | ------------------------------------------------------ |
| 1969      | WLOD Invitational                 | Lighthouse Point Yacht and Racquet Club, Pompano Beach |
| 1971      | Station WLOD Invitation           | Lighthouse Point Yacht and Racquet Club, Pompano Beach |
| 1972      | Virginia Slims of Fort Lauderdale | Tennis Club Stadium                                    |
| 1973      | S&H Green Stamp Classic           |                                                        |
| 1974      | S&H Tennis Classic                |                                                        |
| 1978      | Avon Futures of South Florida     |                                                        |
| 1984–1985 | Maybelline Classic                | Bonaventure Racquet Club                               |

## Meervoudig winnaressen enkelspel
| speelster           | aantal titels | in de jaren |
| ------------------- | ------------- | ----------- |
| Chris Evert         | 3             | 1972–1974   |
| Martina Navrátilová | 2             | 1984, 1985  |

## Enkel- en dubbelspeltitel in één jaar
| speelster           | in het jaar |
| ------------------- | ----------- |
| Martina Navrátilová | 1984        |

## Finales

### Enkelspel
| Datum      | Naam                             | ($)           | Ondergrond        | Winnares            | Verliezend finaliste | Uitslag       |
| ---------- | -------------------------------- | ------------- | ----------------- | ------------------- | -------------------- | ------------- |
| 1969-03-19 | WLOD Invitational                |               | gravel, buiten    | Julie Heldman       | Virginia Wade        | 6-1, 6-4      |
| 1970       | geen toernooi                    | geen toernooi | geen toernooi     | geen toernooi       | geen toernooi        | geen toernooi |
| 1971-02-15 | Station WLOD Invitation          | 10.000        | gravel, buiten    | Françoise Dürr      | Billie Jean King     | 6-3, 3-6, 6-3 |
| 1972-02-01 | Virginia Slims of Ft. Lauderdale | 25.000        | gravel, buiten    | Chris Evert         | Billie Jean King     | 6-1, 6-0      |
| 1973-02-26 | S&H Green Stamp Classic          | 20.000        | gravel, buiten    | Chris Evert         | Virginia Wade        | 6-1, 6-2      |
| 1974-02-04 | S&H Tennis Classic               | 50.000        | gravel, buiten    | Chris Evert         | Kerry Melville       | walk-over     |
| 1975–1977  | geen toernooi                    | geen toernooi | geen toernooi     | geen toernooi       | geen toernooi        | geen toernooi |
| 1978-02-27 | Avon Futures of South Florida    | 20.000        |                   | Caroline Stoll      | Lesley Hunt          | 6-3, 6-2      |
| 1979–1983  | geen toernooi                    | geen toernooi | geen toernooi     | geen toernooi       | geen toernooi        | geen toernooi |
| 1984-09-17 | Maybelline Classic               | 150.000       | hardcourt, buiten | Martina Navrátilová | Michelle Torres      | 6-1, 6-0      |
| 1985-09-30 | Maybelline Classic               | 150.000       | hardcourt, buiten | Martina Navrátilová | Steffi Graf          | 6-3, 6-1      |

### Dubbelspel
| Datum      | Naam                             | ($)           | Ondergrond        | Winnaressen                          | Verliezend finalistes          | Uitslag       |
| ---------- | -------------------------------- | ------------- | ----------------- | ------------------------------------ | ------------------------------ | ------------- |
| 1969-03-19 | WLOD Invitational                |               | gravel, buiten    | Margaret Court Judy Tegart           | Karen Krantzcke Virginia Wade  | 6-3, 3-6, 6-3 |
| 1970–1971  | geen toernooi                    | geen toernooi | geen toernooi     | geen toernooi                        | geen toernooi                  | geen toernooi |
| 1972-02-01 | Virginia Slims of Ft. Lauderdale | 25.000        | gravel, buiten    | Judy Dalton Françoise Dürr           | Nancy Gunter Virginia Wade     | 6-3, 6-2      |
| 1973-02-26 | S&H Green Stamp Classic          | 20.000        | gravel, buiten    | Gail Chanfreau Virginia Wade         | Evonne Goolagong Janet Young   | 4-6, 6-3, 6-2 |
| 1974-02-04 | S&H Tennis Classic               | 50.000        | gravel, buiten    | Françoise Dürr Betty Stöve           | Patti Hogan Sharon Walsh       | 6-3, 6-2      |
| 1975–1977  | geen toernooi                    | geen toernooi | geen toernooi     | geen toernooi                        | geen toernooi                  | geen toernooi |
| 1978-02-27 | Avon Futures of South Florida    | 20.000        |                   | Lesley Hunt Mariana Simionescu       | Diane Desfor Barbara Hallquist | 1-6, 7-6, 6-3 |
| 1979–1983  | geen toernooi                    | geen toernooi | geen toernooi     | geen toernooi                        | geen toernooi                  | geen toernooi |
| 1984-09-17 | Maybelline Classic               | 150.000       | hardcourt, buiten | Martina Navrátilová Elizabeth Sayers | Barbara Potter Sharon Walsh    | 2-6, 6-2, 6-3 |
| 1985-09-30 | Maybelline Classic               | 150.000       | hardcourt, buiten | Gigi Fernández Robin White           | Rosalyn Fairbank Beverly Mould | 6-2, 7-5      |